# Giornale del Popolo
Der Giornale del Popolo war eine italienischsprachige Tageszeitung im Kanton Tessin (Schweiz). Sie wurde 1926 gegründet.
Der Hauptsitz der Zeitung und ein Grossteil der Redaktion und der Administration befanden sich in Lugano. Die WEMF-beglaubigte Auflage betrug 10'041 (Vj. 10'602) verkaufte bzw. 10'558 (Vj. 10'658) verbreitete Exemplare. Geschäftsführende Direktorin war seit Ende 2015 Alessandra Zumthor, Gian Maria Pusterla war Vizedirektor.
Die Website des Giornale del Popolo wies 24'000 Unique Clients, 102'436 Visits und 227'838 Page Impressions aus.

## Geschichte
Ursprünglich gehörte das Blatt der Opera diocesana Giornale del Popolo. Seit 2004 waren 51 % der Zeitung im Besitz des Bistums Lugano, die übrigen 49 % gehörten über die TImedia Holding der Società Editrice Corriere del Ticino.
Von 1926 bis 1983 wurde die Zeitung von Don Alfredo Leber geleitet. Von 1987 bis 1996 war Filippo Lombardi Chefredaktor. Für Aufsehen sorgte die Fälschung der Auflagezahlen von 1994/1995, die 2004 bekannt wurde. Am 16. Dezember 2010 verblüffte die Zeitung ihre Leser, als sie zum Anlass von vier Ausstellungen über japanisches Kunstschaffen in Lugano die Frontseite auf Japanisch druckte.
2012 wurden die externen Nachrichtenredaktionen mit denjenigen des Corriere del Ticino zusammengelegt, 2013 auch die Wirtschafts- und die Sportredaktionen. Damit sollte die durch den allgemeinen Schwund der Zeitungsauflagen und die Lancierung der Gratiszeitung 20 minuti im Jahr 2011 gefährdete Weiterführung des Giornale del Popolo gesichert werden. Ende 2017 wurde die Kooperation beendet.
Am 17. Mai 2018 gab die Diözese Lugano bekannt, das Erscheinen der Tageszeitung ab 19. Mai 2018 einzustellen. Als Grund wurden finanzielle Schwierigkeiten im Nachgang zum Publicitas-Konkurs genannt. Am 18. Mai 2018 erschien die letzte gedruckte Nummer der Zeitung im Umfang von 20 Seiten, wobei mit Ausnahme der Erklärung des Verlegers Bischof Valerio Lazzeri auf der ersten Seite und des kurzen Kommentars der Direktorin Alessandra Zumthor alle redaktionellen Seiten leer blieben. Zumthor schrieb, sie habe nach der Schockankündigung des Verlegers den Journalisten nicht zumuten wollen, noch Artikel für die letzte Ausgabe der Zeitung zu schreiben, und entschuldigte sich. Die Ausgabe vom 19. Mai 2018 erschien nur noch online. Darin rief die Redaktion dazu auf, «eine historische Stimme der italienischen Schweiz zu retten». Betroffen waren rund 30 Beschäftigte der Zeitung.